# Grønirisk
Grønirisken (Chloris chloris) er en cirka 15 centimeter stor og kraftig finke, som er udbredt i Europa og dele af Mellemøsten og Nordafrika. I Danmark er grønirisken meget almindelig med en ynglebestand på omkring en halv million par. Fuglen ses ofte om vinteren i mindre flokke, f.eks. ved foderbrættet.

## Udseende
Grønirisken kendes på det kraftigt gule vingebånd. Hannen er olivengrønlig, mens hunnen er mere brunlig. Ungfuglene er stribede.

## Stemme
Sangen er sammensat af kanariefugleagtige triller og indimellem en dyb snorkelyd, dzyyei, der også kan minde om kvækerfinkens kaldestemme. Den udføres ofte under sangflugt, hvor fuglen flyver i zigzag på stive vinger, hvilket kan minde om flugten hos en flagermus eller en stor sommerfugl.

## Ynglebiologi
Grøniriskens foretrukne ynglested er parkagtige områder og skovbryn, gerne med indslag af nåletræer, men aldrig i ren, gammel løvskov. Den kan således være særlig almindelig i villakvarterer, sommerhusområder og på kirkegårde.
Den bygger sin rede skjult i buskads, gerne et par meter over jorden, hvor hunnen i slutningen af april lægger 4-6 æg, som udruges i løbet af 13-14 dage. Efter yderligere 13-16 dage forlader ungerne reden, selvom de knap er flyvefærdige. To kuld om året er almindeligt.

## Føde
Grønirisken lever hovedsageligt af frø fra vilde planter, eksempelvis hyben, men er desuden en almindelig gæst på foderbrættet, hvor jordnødder eller solsikkefrø foretrækkes.

## Galleri
- Hanne og hunne.
- Grøniriskens æg.
- Cuculus canorus bangsi + Carduelis chloris.